# Andrea López
Pour les articles homonymes, voir López et Andrés López (homonymie).
Andrea López, née le 7 décembre 1976 à Cali en Colombie, est une actrice de telenovelas colombienne, qui s'est spécialisée dans les rôles de méchantes.

## Biographie
En 2011, en duo avec Martha Isabel Bolaños, elle tient l'un des deux rôles principaux du film de Ramiro Meneses (es), Sexo, mentiras y muertos.

## Vie privée
Dans les années 1990, Carlos Castro, un ingénieur, est son petit ami.

## Filmographie
Sauf indication contraire, les informations mentionnées dans cette section peuvent être confirmées par la base de données cinématographiques IMDb,  présente dans la section « Liens externes ».
- 1994 : O todos en la cama (es) (série télévisée) : Inés Mercedes Videla 'La Rana' (156 épisodes)
- 1996 : La sombra del deseo (série télévisée) : Sofia Soler (3 épisodes)
- 1997 : Prisioneros del amor (série télévisée) : Camila Falcón (3 épisodes)
- 1998 : La madre (série télévisée) : Cecilia Suárez Caicedo
- 1998 : Castillo de naipes (série télévisée) (3 épisodes)
- 2000 : Traga maluca (es) (série télévisée) (112 épisodes)
- 2001 : La Ciénaga : Isabel
- 2001 : Y Tu Mamá También : Lucero Carranza
- 2001 : Amantes del desierto (série télévisée) : Camila Santana (78 épisodes)
- 2004 : La saga: Negocio de familia (série télévisée) : Aleksa
- 2004-2005 : Luna l'héritière (Luna, la heredera) (série télévisée) : Paloma Lombardo Alonso (120 épisodes)
- 2006 : Amores cruzados (série télévisée) : Deborah Smith
- 2007 : El Zorro, la espada y la rosa (série télévisée) : Mariángel Sánchez de Moncada
- 2007 : Victoria (série télévisée) : Tatiana López
- 2009 : El fantasma del Gran Hotel (série télévisée) : Julieta Esquivel (3 épisodes)[3]
- 2010 : The Clone (série télévisée) : Marisa Antonelli
- 2011 : Sexo, mentiras y muertos : Viviana
- 2011 : El secretario (série télévisée) : Paola Zorrilla (4 épisodes)
- 2013 : Mentiras Perfectas (série télévisée) : Kimberly Jones
- 2015 : ¿Quién mató a Patricia Soler? (série télévisée) : Florencia Ríos
- 2015 : Dueños del paraíso (série télévisée) : Analía Menchaca de Esparza (49 épisodes)
- 2018 : God's Equation (série télévisée) : Gina Álvarez (6 épisodes)